# John Broman
John Broman (1958) è un ex saltatore con gli sci statunitense.

## Biografia
In Coppa del Mondo esordì il 30 dicembre 1979 a Oberstdorf (104°), ottenne il primo podio il 13 febbraio 1981 a Ironwood (3°) e l'unica vittoria il 22 febbraio successivo a Thunder Bay.
In carriera prese parte a un'edizione dei Campionati mondiali, Oslo 1982 (6° nella gara a squadre il miglior piazzamento).

## Palmarès

### Coppa del Mondo
- Miglior piazzamento in classifica generale: 18º nel 1981
- 2 podi (entrambi individuali):
  - 1 vittoria
  - 1 terzo posto

#### Coppa del Mondo - vittorie
| Data             | Località    | Nazione | Trampolino        |
| ---------------- | ----------- | ------- | ----------------- |
| 22 febbraio 1981 | Thunder Bay | Canada  | Big Thunder K1200 |